# Parvicursoridae
De Parvicursoridae zijn een groep theropoden behorend tot de Maniraptora.
Een familie Parvicursoridae werd in 1996 benoemd door A.A. Karhu en A.S. Rautian om Parvicursor een plaats te geven. Een definitie als klade is nooit gegeven en daarmee is de inhoud vaag. Parvicursor was het enige bekende lid van de familie.
Koerotsjkin bracht in 2000 Mononykus onder bij de Parvicursoridae, in tegenstelling tot de oorspronkelijke beschrijvers. In 2009 deed Alifanov hetzelfde met Ceratonykus zodat de term een groep alvarezsauriërs lijkt aan te gaan duiden in Azië en Noord-Amerika, als tegenstelling met een dan tot de Zuid-Amerikaanse vormen beperkt Alvarezsauridae.
Paleontoloog Paul Sereno beschouwt het begrip als overbodig en synoniem aan het gebruikelijker Alvarezsauridae.
In 2010 brachten Jonah Choniere e.a. de inhoud van Parvicursoridae onder bij een Parvicursorinae.